# Himno zapatista
El himno zapatista es el himno del Ejército Zapatista de Liberación Nacional, organización político-militar originaria de Chiapas. La música fue tomada de un corrido de la Revolución mexicana llamado Carabina 30-30.

## Letra
Ya se mira el horizonte
Combatiente zapatista
El camino marcará
A los que vienen atrás
Vamos, vamos, vamos, vamos adelante
Para que salgamos en la lucha avante
Porque nuestra Patria grita y necesita
De todo el esfuerzo de los zapatistas
Hombres, niños y mujeres
El esfuerzo siempre haremos
Campesinos, los obreros
Todos juntos con el pueblo
Vamos, vamos, vamos, vamos adelante
Para que salgamos en la lucha avante
Porque nuestra Patria grita y necesita
De todo el esfuerzo de los zapatistas
Nuestro pueblo dice ya
Acabar la explotación
Nuestra historia exige ya
Lucha de liberación
Vamos, vamos, vamos, vamos adelante
Para que salgamos en la lucha avante
Porque nuestra Patria grita y necesita
De todo el esfuerzo de los zapatistas
Ejemplares hay que ser
Y seguir nuestra consigna
Que vivamos por la patria
O morir por la libertad
Vamos, vamos, vamos, vamos adelante
Para que salgamos en la lucha avante
Porque nuestra Patria grita y necesita
De todo el esfuerzo de los zapatistas